# Psilocybe mexicana

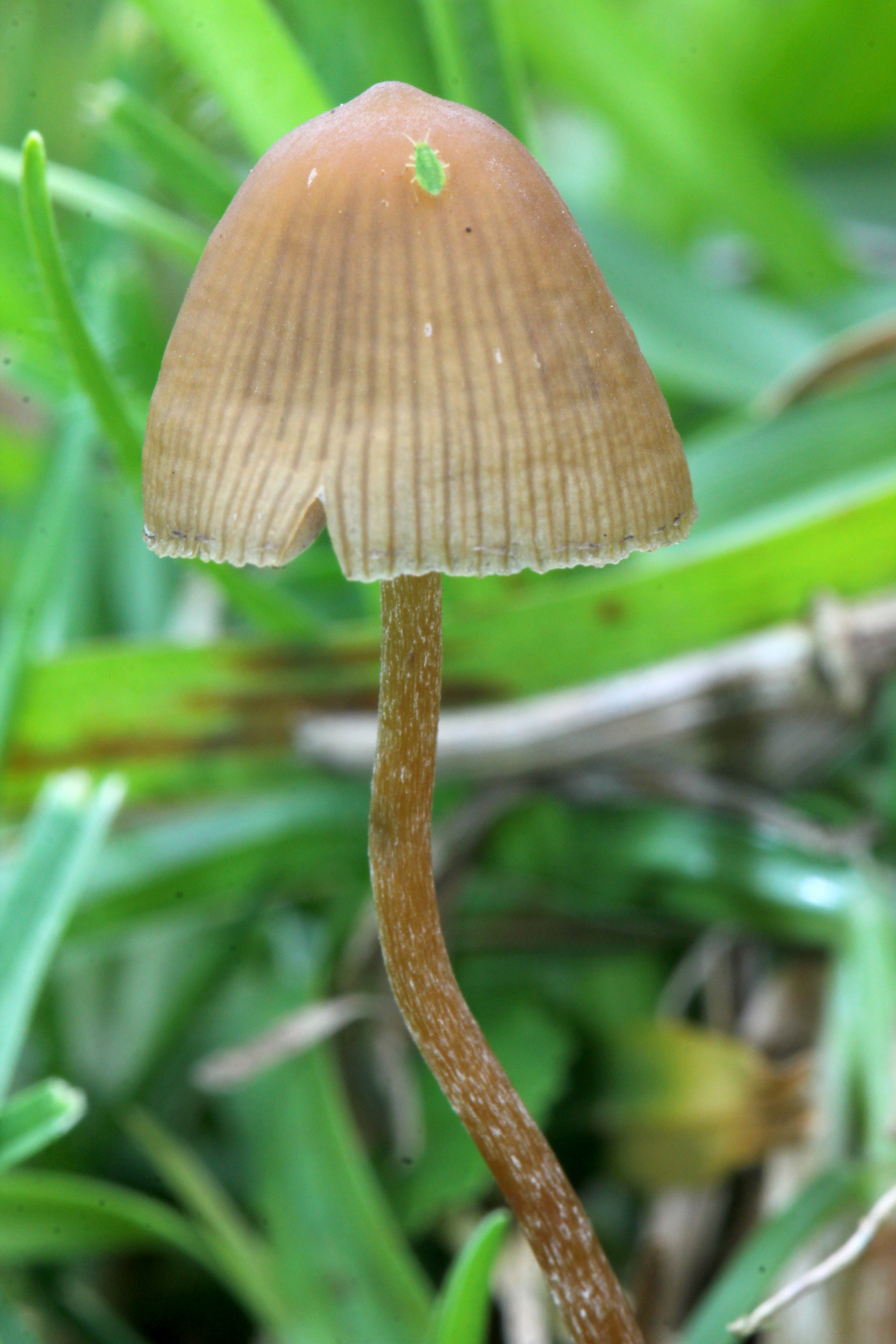
Nấm Psilocybe mexicana

Psilocybe mexicana là một loại nấm thức thần. Cách sử dụng đầu tiên được biết đến là bởi người bản địa ở Trung Mỹ và Bắc Mỹ hơn 2.000 năm trước. Được biết đến với người Aztec với cái tên teonanácatl từ tiếng Nahuatl: teotl "thần" + nanácatl "nấm". Loài này được phân loại bởi nhà thực vật học người Pháp Roger Heim.

Chính từ loài này, Tiến sĩ Albert Hofmann, làm việc với các mẫu vật được trồng trong phòng thí nghiệm Sandoz của ông, lần đầu tiên phân lập và đặt tên cho các hợp chất tạo cảm giác tâm linh hoạt động là psilocybin và psilocin. Không chắc chắn liệu nấm này được trồng nhân tạo có giữ được các đặc tính tâm sinh lý tự nhiên của chúng hay không, Tiến sĩ Hofmann đã tự tiêu thụ 32 mẫu vật. Sau đây là ghi chép của ông về kinh nghiệm của mình sau khi ăn nấm, được xuất bản trong văn bản cổ điển của ông, Thực vật học và Hóa học của ảo giác: 
 Vì tôi hoàn toàn nhận thức được rằng kiến thức về nguồn gốc nấm của Mexico sẽ khiến tôi chỉ tưởng tượng ra khung cảnh Mexico, tôi đã cố tình nhìn vào môi trường của mình khi tôi biết nó bình thường. Nhưng tất cả các nỗ lực tự nguyện để xem xét mọi thứ trong các hình thức và màu sắc thông thường của họ tỏ ra không hiệu quả. Cho dù mắt tôi nhắm hay mở, tôi chỉ thấy các họa tiết và màu sắc của Mexico. Khi bác sĩ giám sát thí nghiệm cúi xuống để kiểm tra huyết áp của tôi, anh ta đã biến thành một linh mục người Aztec, và tôi sẽ không ngạc nhiên nếu anh ta rút ra một con dao thiên văn. Bất chấp sự nghiêm trọng của tình huống, tôi rất thích thú khi thấy khuôn mặt người Đức của đồng nghiệp của tôi đã có được biểu cảm thuần túy của Ấn Độ như thế nào. Ở đỉnh điểm của sự nhiễm độc, khoảng 1 tiếng rưỡi sau khi ăn nấm, sự vội vã của hình ảnh nội thất, chủ yếu là thay đổi hình dạng và màu sắc, đạt đến mức độ đáng báo động đến nỗi tôi sợ rằng mình sẽ bị xé thành lốc xoáy các màu sắc và sẽ bị hòa tan. Sau khoảng sáu giờ, giấc mơ đã kết thúc. Theo chủ quan, tôi không biết tình trạng này đã kéo dài bao lâu. Tôi cảm thấy sự trở lại của mình với thực tế hàng ngày là một sự trở về hạnh phúc từ một thế giới kỳ lạ, tuyệt vời để trở về một ngôi nhà cũ và quen thuộc.
 Nấm này nằm trong phân chi Mexicanae. Các loại nấm khác trong phần này bao gồm Psilocybe atlantis và Psilocybe samuiensis. Ramirez-Cruz và cộng sự. (2013) coi Psilocybe acutipilea từ Brazil trở thành một từ đồng nghĩa có thể có của Psilocybe mexicana, trong trường hợp này nó sẽ là từ đồng nghĩa cao cấp, nhưng các mẫu loại đã quá mốc làm cho các nhà sinh vật học trên không thể khẳng định chắc chắn.